# 정보 (삼국지)
정보(程普, 150년? ~ 210년?)는 중국 후한 말기의 군인으로, 자는 덕모(德謨)이며 유주 우북평군 토은현(土垠縣) 사람이다.

## 행적
본래는 지방의 하급 관리로 손견이 하비승일 때 그의 부하로 처음 들어왔으며 그것을 계기로 평생 손씨 일족을 섬겼다. 손견을 따라 황건적의 난을 진압했고, 양인 전투에 참전해 동탁을 격파하고 부상을 입었다.
정보는 "여정 장수들 중 가장 먼저 나와서 정보의 나이가 제일 많았기에, 당시 사람들을 모두 정공(程公)이라 불렀다."고 한다. 그러므로 황개, 한당, 조무보다도 나이가 많았을 것이다.
손견이 죽은 후 손책을 따랐다. 손책이 원술의 명령을 받아 여강을 함락하는 데에 종군했으며, 손책이 장강을 건너 유요와 그 수하들을 공격하고 단양군의 속현들을 전전하면서 많은 공을 세워 병사 2천과 말 50필을 받았다. 또 손책이 회계로 들어가자 오군도위(吳郡都尉)가 되었으며(당시 손책은 오군태수로 주치를 임명했다), 단양도위(丹陽都尉)로 옮겼다. 손책이 조랑을 치다 대군에 에워싸이자 정보는 자신의 무용에 의지해 손책이 빠져나오게 했다. 이후 탕구중랑장을 지내고 영릉태수를 겸했다. 건안 4년(199년)에 손책이 원술의 잔당을 규합한 유훈을 공격해 몰락시키고 강하를 다스리는 강하태수 황조의 치소 사이(沙羡)를 공격할 때에 종군했다.
손책 사후 장소 등과 함께 손권을 보좌하고 오, 회계, 단양 3군의 불복종자들을 토벌했다. 또 손권의 황조 토벌에도 종군했다. 태사자를 대신하여 해혼의 수비를 맡았다. 적벽대전 때는 주유와 함께 좌우독으로 임명되어 오군을 통솔하며 승리를 이끌어냈다. 이후에도 주유와 함께 남군에서 저항하던 조인을 축출했다. 비장군(裨將軍)이 되었고 강하태수를 겸임했다. 주유 사후 남군태수를 겸임했으나, 손권이 남군을 유비에게 빌려 주었으므로 다시 강하태수를 겸임했다. 탕구장군(湯寇將軍)으로 승진하고, 죽었다. 위소의 《오서》(吳書)에 따르면, 반역자 수백 명을 불태워 죽였다가 날이 밝은 후 발병하여 백여 일 안에 죽었다고 한다.

## 《삼국지연의》에서의 정보
손견이 반동탁 연합군의 선봉장이 되었을 때 화웅과 겨루기도 했으며 화웅의 부장인 호진을 죽였다. 손견이 죽을 때 손견을 죽인 유표의 부하를 사살하기도 했으며 허공의 식객에게 기습당한 손책을 구출하기도 했다.
철등사모의 명수이다. 그러나 사모가 진나라 때부터 있었던 것으로 미루어 보아, 철등사모는 나관중의 각색 또는 후대 사람들의 과장인 것으로 보인다.

## 가계
- 정자 (아들)

황룡 원년(229년)에 손권이 칭제하면서 정보의 공을 추억하여 정자를 정후에 봉했다.

## 같이 보기
- 삼국지 인물 목록